# لوچنگ، کانگدینگ
لوچنگ، کانگدینگ (به لاتین: Lucheng) یک شهرک در جمهوری خلق چین است که در کانگدین واقع شده‌است. لوچنگ ۲٬۵۶۰ متر بالاتر از سطح دریا واقع شده‌است.